# Hugh Keenleyside Dam
Hugh Keenleyside Dam är en dammbyggnad i Kanada.   Den ligger i Regional District of Central Kootenay och provinsen British Columbia, i den södra delen av landet, 3 200 km väster om huvudstaden Ottawa. Hugh Keenleyside Dam ligger 433 meter över havet. Den ligger vid sjöarna  Lower Arrow Lake och Upper Arrow Lake.
Terrängen runt Hugh Keenleyside Dam är bergig norrut, men söderut är den kuperad. Hugh Keenleyside Dam ligger nere i en dal som går i öst-västlig riktning. Runt Hugh Keenleyside Dam är det mycket glesbefolkat, med 3 invånare per kvadratkilometer.. Närmaste större samhälle är Castlegar, 8,6 km sydost om Hugh Keenleyside Dam.
I omgivningarna runt Hugh Keenleyside Dam växer i huvudsak barrskog.